# Golden Axe: The Revenge of Death Adder
Golden Axe: The Revenge of Death Adder – gra komputerowa z gatunku bijatyk, stworzona przez Segę w roku 1992 na automaty do gry. Jest to trzecia część serii gier komputerowych Golden Axe.
W tej części pojawia się czwórka nowych bohaterów: olbrzym Goah, barbarzyńca Stern, centaur Dora oraz rolnik Little Trix. Głównym wrogiem jest ponownie Death Adder. Rozgrywka w grze spełnia założenia gatunku – gracz, idąc w prawo, mierzy się z kolejnymi nadciągającymi wrogami. Główną różnicą w stosunku do innych bijatyk jest fakt, że każda z postaci używa broni. Grafika w grze jest dwuwymiarowa, aczkolwiek postacie mają możliwość wejścia w głąb ekranu.
W Golden Axe: The Revenge of Death Adder dostępny jest też tryb gry wieloosobowy obsługujący do 4 graczy, którzy ze sobą współpracują.